# Słowacki Uniwersytet Techniczny w Bratysławie

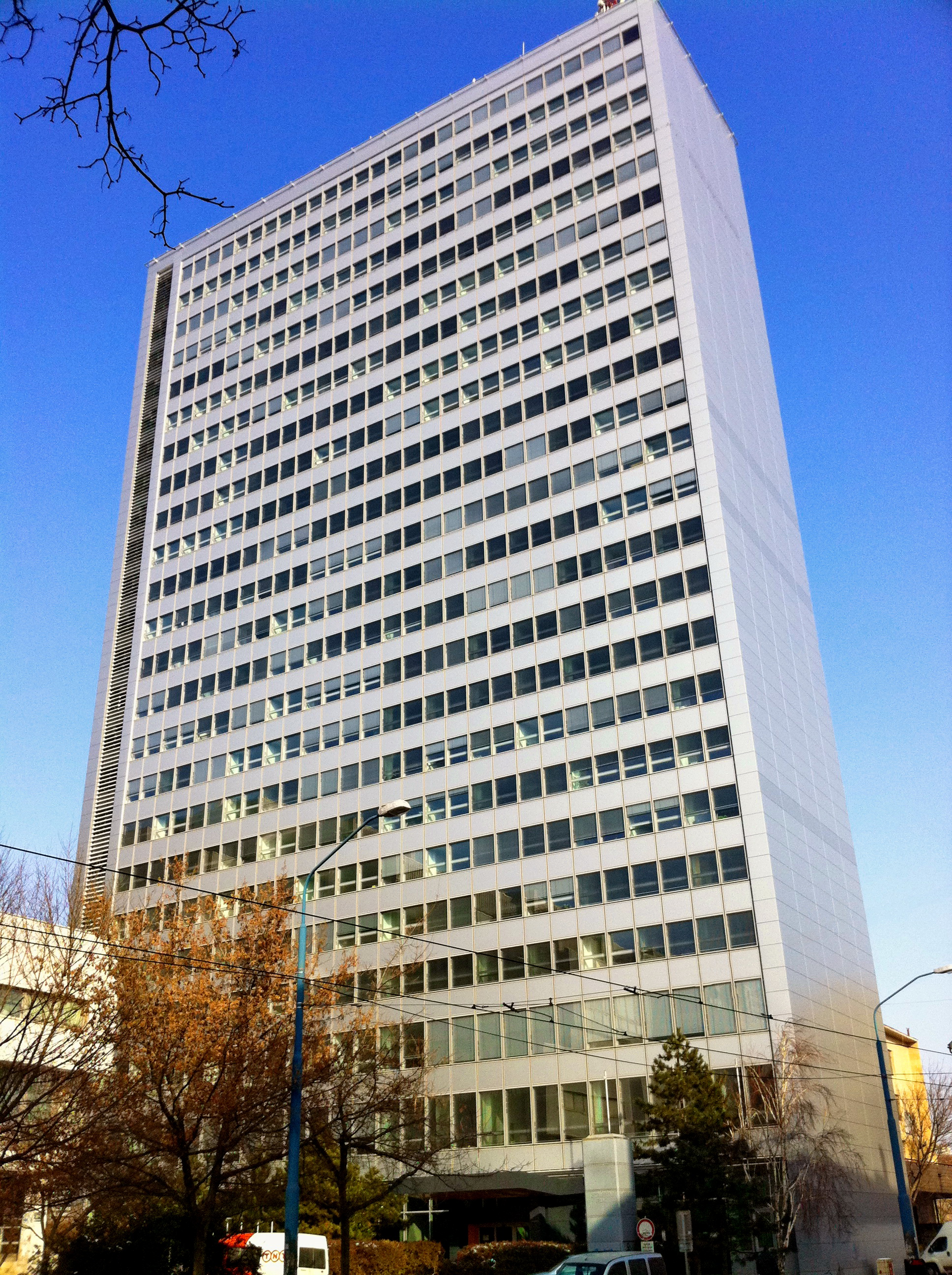
Wydział Budownictwa Słowackiego Uniwersytetu Technicznego w Bratysławie

Słowacki Uniwersytet Techniczny w Bratysławie (słow. Slovenská technická univerzita v Bratislave) – najstarsza i największa uczelnia techniczna na Słowacji. Utworzona została jako Slovenská vysoká škola technická w 1937 r. w Koszycach, po zajęciu Koszyc przez Węgry w 1939 r. została przeniesiona do Bratysławy. 1 kwietnia 1991 r. Slovenská vysoká škola technická v Bratislave przekształcona została w uniwersytet, przyjmując obecną nazwę.
Ma ona 7 wydziałów:
- Wydział Budownictwa (Stavebná fakulta)
- Wydział Mechaniczny (Strojnícka fakulta)
- Wydział Elektrotechniki i Informatyki (Fakulta elektrotechniky a informatiky)
- Wydział Inżynierii Chemicznej i Technologii Żywności (Fakulta chemickej a potravinárskej technológie)
- Wydział Architektury (Fakulta architektúry)
- Wydział Inżynierii Materiałowej (Materiálovotechnologická fakulta)
- Wydział Informatyki i Technologii Informacyjnych (Fakulta informatiky a informačných technológií).